# Szent Mihály-templom (Zalamerenye)
A zalamerenyei Szent Mihály-templom a galamboki plébánia legnagyobb és legrégebbi római katolikus temploma. A Zalamerenye feletti dombon, az új köztemető mellett áll. A zalamerenyei plébániát 1985-ben szüntették meg, 1985 és 2010 között Zalamerenye a nagyradai plébániához tartozott, majd annak megszüntetését követően 2010-től a galamboki plébánia filiája.

## Leírása
A torony felirata szerint 1760-ban épült barokk stílusban, azaz Padányi Biró Márton veszprémi püspök templomépítési kampánya idején. Az egykori plébánia anyakönyvi iratai szerint a dátum csak az átadás időpontját jelöli, az építkezések pedig valójában 1757-ben kezdődtek meg. A helyi történelmi emlékezet szerint a jelenlegi új köztemetőben mindig is állt egy fából készült templom, mégpedig feltehetően a sírkert nagy fakeresztjének helyén. Más visszaemlékezők szerint pedig egy kőből készült kápolna állta a temetőben a középkorban, amelyet az úgynevezett Kurukhegyről - valószínűsíthetően a törökök - ágyúztak szét a viharos évszázadokban. Ezt a feltételezést támasztja alá továbbá az is, hogy Zalamerenye első írásos említése óta 1945-ig folyamatosan egyházi birtok volt. A templom homlokzata előtt, azzal egybeépítve található a torony, amelynek emeletéről nyílik a belső karzat. Szentélye félköríves, belseje csehboltozatos, oltára oszlopos és körbejárható. A templom főoltárán a sátánon diadalmaskodó Szent Mihály arkangyal látható kezében karddal és pajzzsal. Szószéke ugyancsak barokk stílusú, hangvetője felett gazdag szoborcsoport található, amelynek központi alakja szintén a győzedelmesen ábrázolt Szent Mihály arkangyal. Két barokk mellékoltárát a négy nyugati egyházatya szobra díszíti, amelyek közül 1989-ben kettőt elloptak. Károly Gyula által festett mennyezeti szekkói 1963-ban készültek, padjai egyenesvonalú, modern stílusúak. 1886-ban készült orgonája Országh Sándor munkája, festett üvegablakai a 20. század elejéről származnak. Faragott szobrainak egy részét pálos szerzetesek készítették a 18. században. A templom műemléki védettség alatt áll.

## Papjai
- ?   -1749 Erdős György
- 1749-1760 Zsivolics Pál
- 1760-1768 Benke György
- 1768-1785 Fejér János
- 1785-1795 Kálóczy György[4]
- 1795-1846 Fekete Antal[5]
- 1846-1884 Viola János
- 1884-1888 Végh Sándor
- 1888-1905 Csánk Béla[6]
- 1905-1923 Strausz Antal kanonok[7]
- 1923-1957 Láber Miklós
- 1958-1985 Párkányi József
- 1985-2010 Pék Pál
- 2010-  Háda László

## Képek

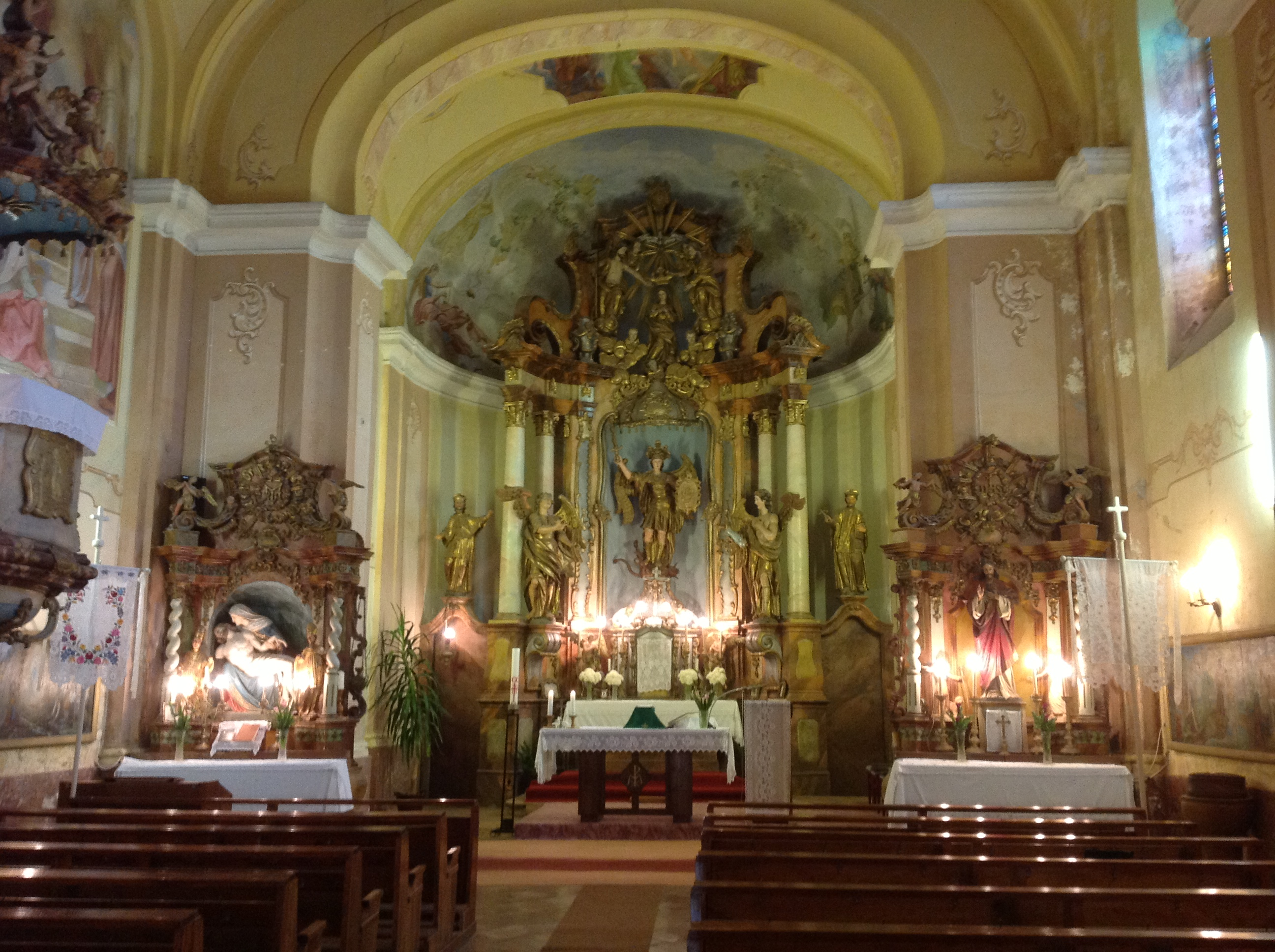
A templombelső
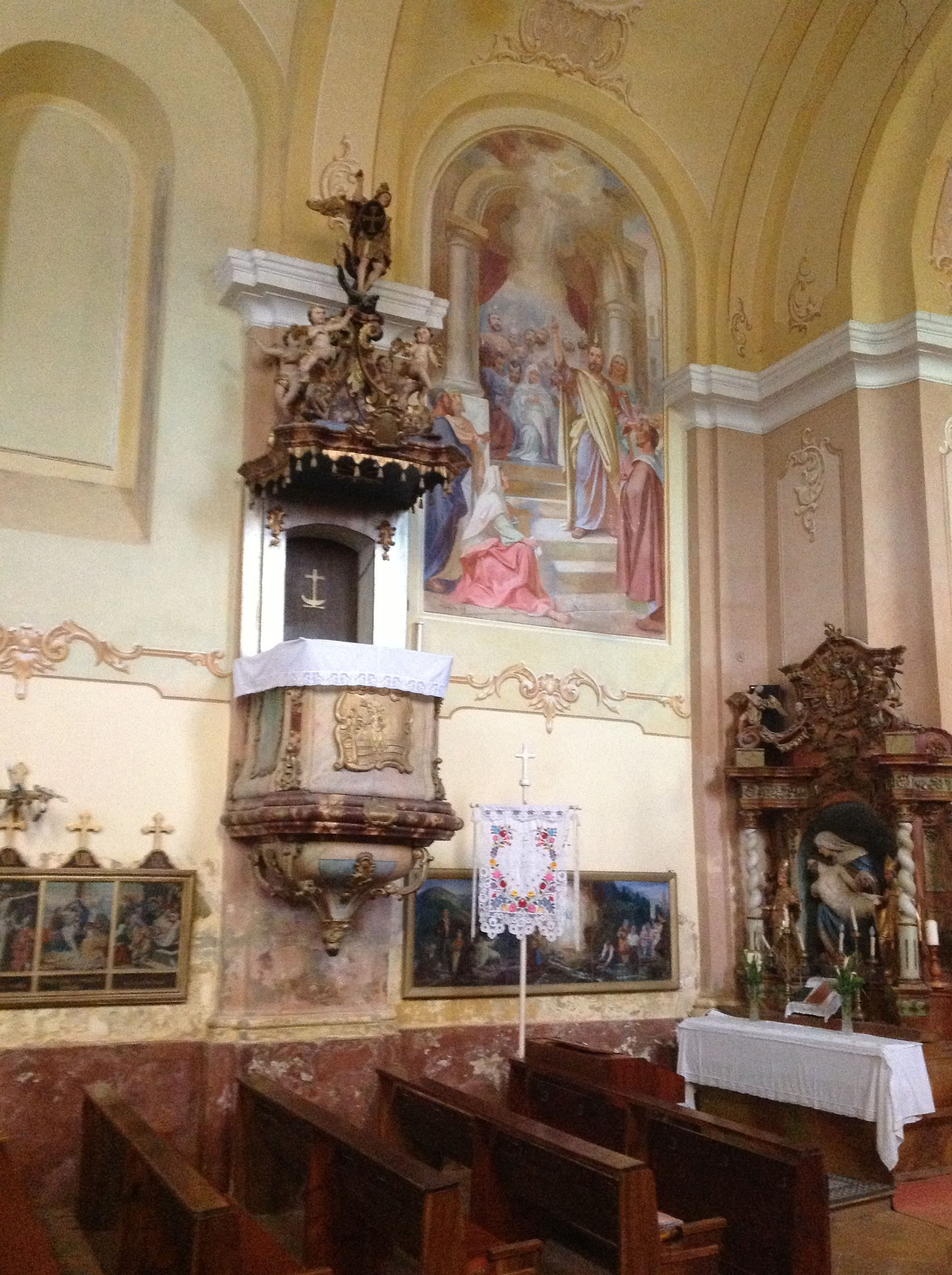
A szószék
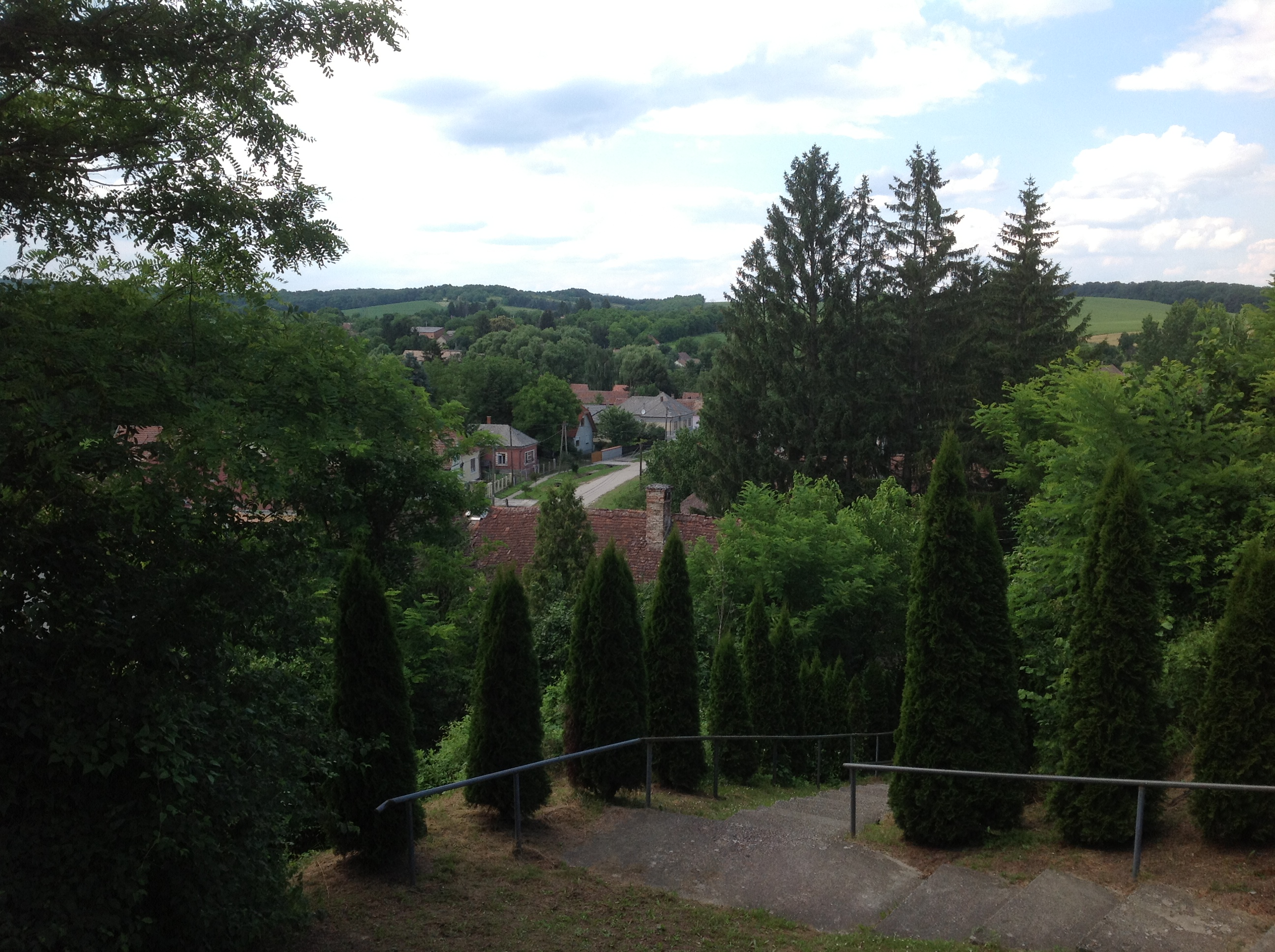
Kilátás a templomdombról